# Холден-Уайт, Сесил
Се́сил Хе́нри Хо́лден-Уа́йт (англ. Cecil Henry Holden-White; 3 ноября 1860 — 21 сентября 1934) — английский футболист, хавбек. Выступал за футбольные клубы «Клэпем Роверс», «Свифтс» и «Коринтиан», а также за национальную сборную Англии.

## Биография
Родился в Кенсингтоне (на тот момент состоявшем в графстве Мидлсекс) в семье торговца вином и ромом Хенри Уайта (ум. 1900) и его жены Элеанор Д’Уши (ум. 1912). Окончил школу Брентвуд в Эссексе, а затем колледж Радли в Оксфордшире. Во время учёбы в школе и колледжи играл за местные крикетные и регбийные команды. В 1881 году начал выступать за футбольный клуб «Клэпем Роверс». Впоследствии играл за футбольный клуб «Свифтс» из города Слау.
С 1882 по 1891 год выступал за любительский клуб «Коринтиан», где в какое-то время был капитаном.
В октябре 1883 года был одним из основателей Футбольной ассоциации графства Мидлсекс, став её почётным секретарём и был председателем на первых совещаниях. Харолд, брат Сесила, был президентом ассоциации.
Холден-Уайт выступал за сборные футбольной ассоциации Лондона (более 30 матчей с января 1883 года) и футбольной ассоциации Мидлсекса. Провёл шесть матчей, в которых встречались футбольные сборные «Севера и юга» Англии.
4 февраля 1888 года дебютировал за национальную сборную Англии, выйдя на поле на позиции левого хавбека в матче Домашнего чемпионата против сборной Уэльса на стадионе «Нантуич Роуд» в Кру, который завершился победой англичан со счётом 5:1. 17 марта того же года провёл свой второй (и последний) матч за сборную Англии, сыграв на позиции левого хавбека против Шотландии на «Кэткин Парк» в Глазго. В той игре англичане разгромили «старого врага» со счётом 5:0.
После завершения футбольной карьеры занялся семейным бизнесом, возглавив фирму отца Henry White & Company, которая занималась импортом и торговлей ромом.

## Достижения
Сборная Англии
- Победитель Домашнего чемпионата Великобритании: 1888